# La Noche Triste
La Noche Triste („Noaptea durerilor” sau „Noaptea tristă”) a fost un eveniment important din timpul cuceririi spaniole a Imperiului Aztec, în care Hernán Cortés, cu armata sa de conchistadori spanioli și aliații lor, a invadat capitala aztecă, Tenochtitlan, așa cum descrie cronicarul și guvernatorul Guatemalei, Bernal Díaz del Castillo.